# Isauro Gabaldon
Isauro Gabaldon (San Isidro, 8 december 1875 - 21 december 1942) was een Filipijns politicus.

## Biografie
Isauro Gabaldon werd geboren op 8 december 1875 in San Isidro in de provincie Nueva Ecija. Zijn ouders waren Jose Gabaldon en Maria Gonzalez. Gabaldon volgde zijn onderwijs in Spanje en behaalde op 16-jarige leeftijd een bachelor of arts-diploma aan en begon daar ook aan een bachelor-diploma rechten aan de Complutense Universiteit van Madrid. Na de dood van zijn vader keerde hij terug naar de Filipijnen waar hij zijn studie rechten in 1900 aan de University of Santo Tomas met succes voltooide. Na zijn studie was hij tussen 1903 en 1906 werkzaam als advocaat.
In 1906 werd Gabaldon gekozen als gouverneur van zijn geboorteprovincie. Een jaar later volgde een verkiezing in de eerste Filipijnse Assemblee en in 1909 werd hij herkozen. In zijn periode als afgevaardigde was hij onder andere verantwoordelijk voor het indienen van Act. 1801, de "Education Bill", die ook wel bekend werd als de "Gabaldon Bill", waarmee geld voor de bouw van openbare scholen in de Filipijnen werd gealloceerd. Ook diende hij wetsvoorstellen ten behoeve van de kleine boeren en landarbeider in de Filipijnen.
Na afloop van zijn termijn in de Assemblee was hij van 1912 tot 1916 opnieuw gouverneur van de provincie Nueva Ecija. In 1916 nam het Amerikaans Congres de Jones Law aan. Naar aanleiding daarvan werd onder andere de Filipijnse Senaat opgericht.  Gabaldon werd nog datzelfde jaar gekozen als senator namens het derde senaatsdistrict. Na zijn termijn, die duurde tot 1919 was hij van 1920 tot 1929 Resident Commissioner in de Verenigde Staten. Tussen 1934 en 1935 was Gabaldon namens Nueva Ecija nog lid van het Filipijns Huis van Afgevaardigden.
Gabaldon overleed in december 1942 op 67-jarige leeftijd. Hij was getrouwd met Bernarda Tinio uit Nueva Ecija en kreeg met haar twee kinderen.